# Chimarrogale phaeura
Chimarrogale phaeura es una especie de musaraña de la familia soricidae.

## Distribución geográfica
Es endémica de Malasia Oriental.

## Hábitat
Su hábitat natural son: los ríos.

## Estado de conservación
Se encuentra amenazada de extinción por la pérdida de su hábitat natural.